# Le Théâtre

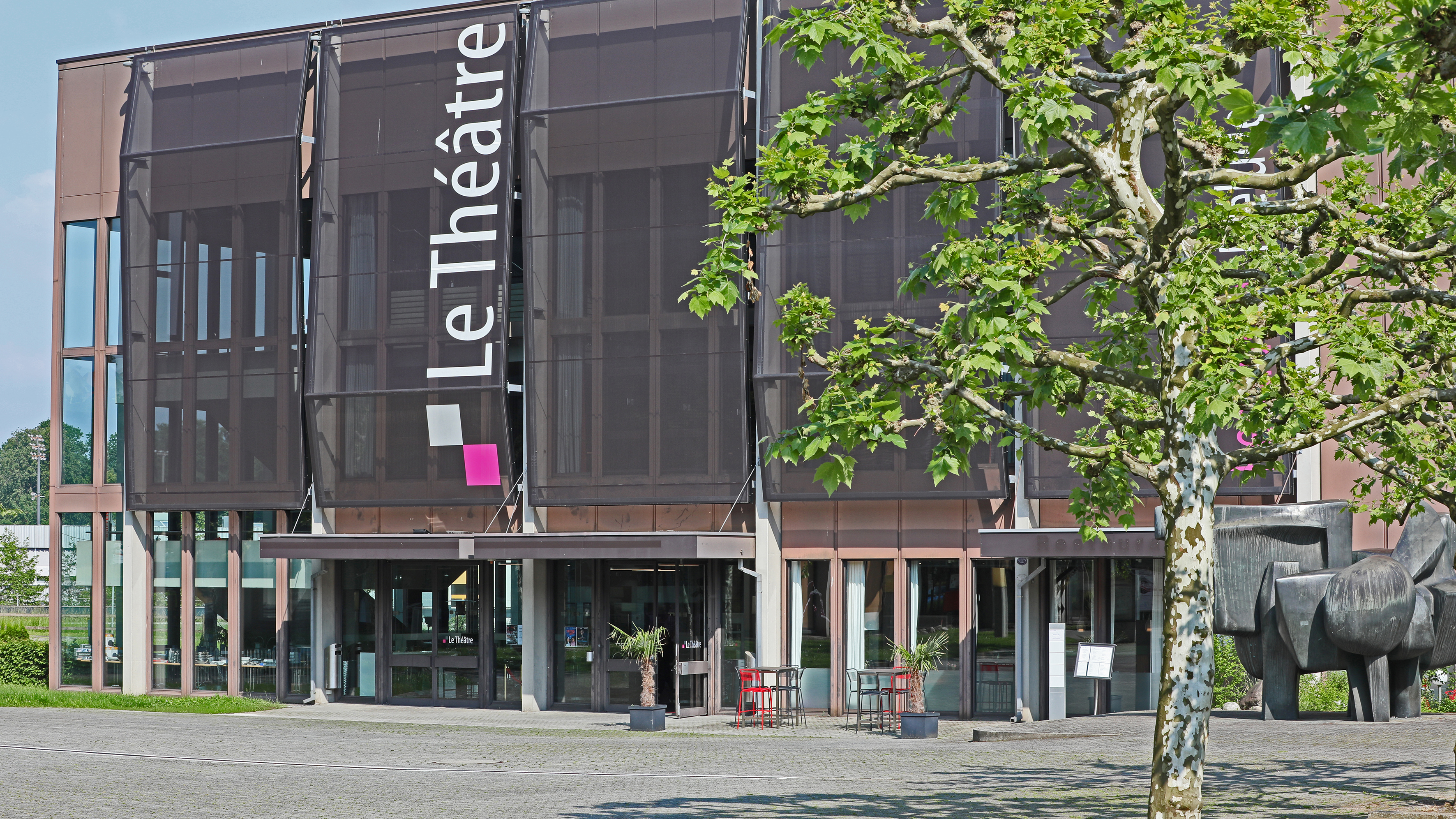
Le Théâtre, Frühling 2018

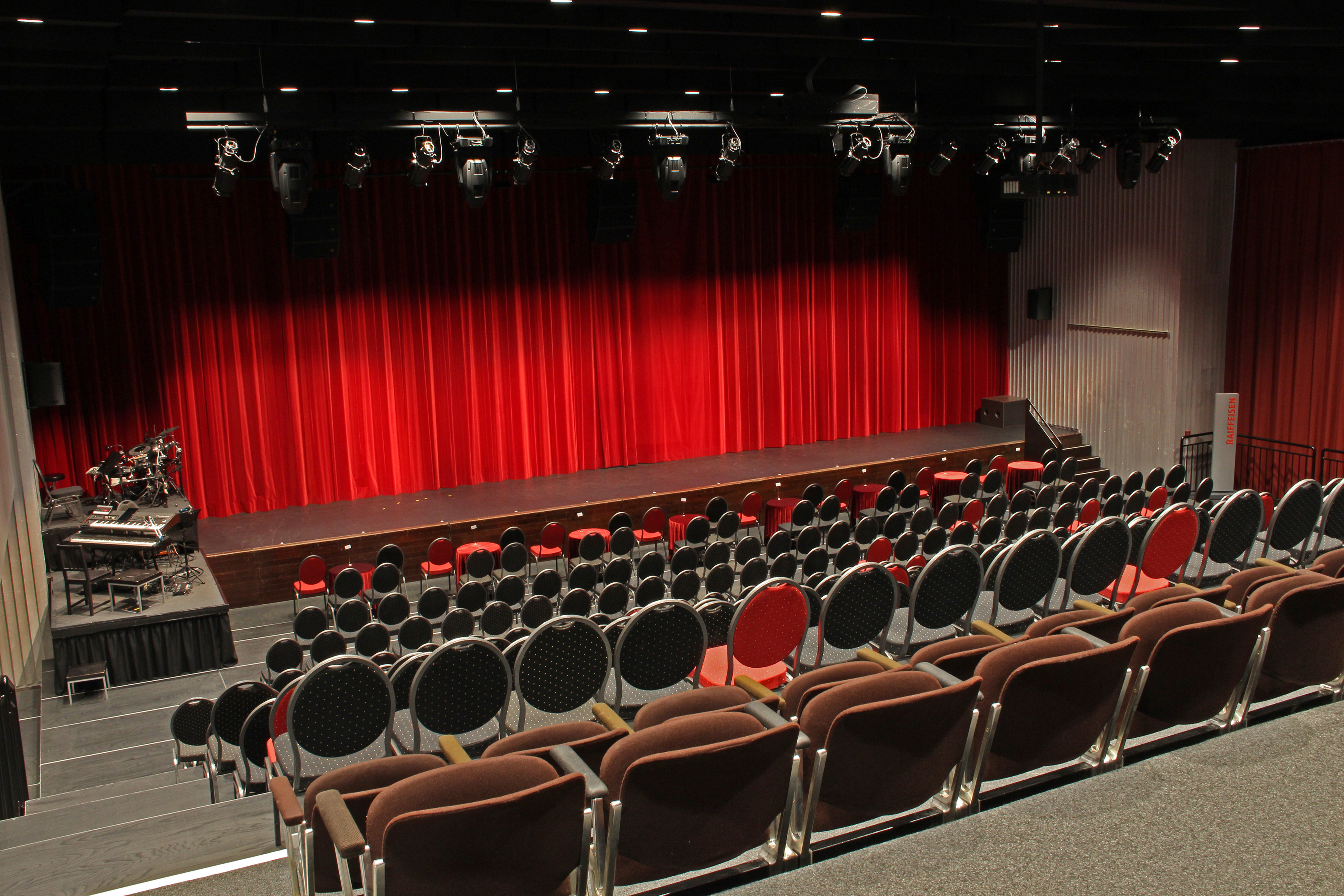
Der Theatersaal im Dezember 2017

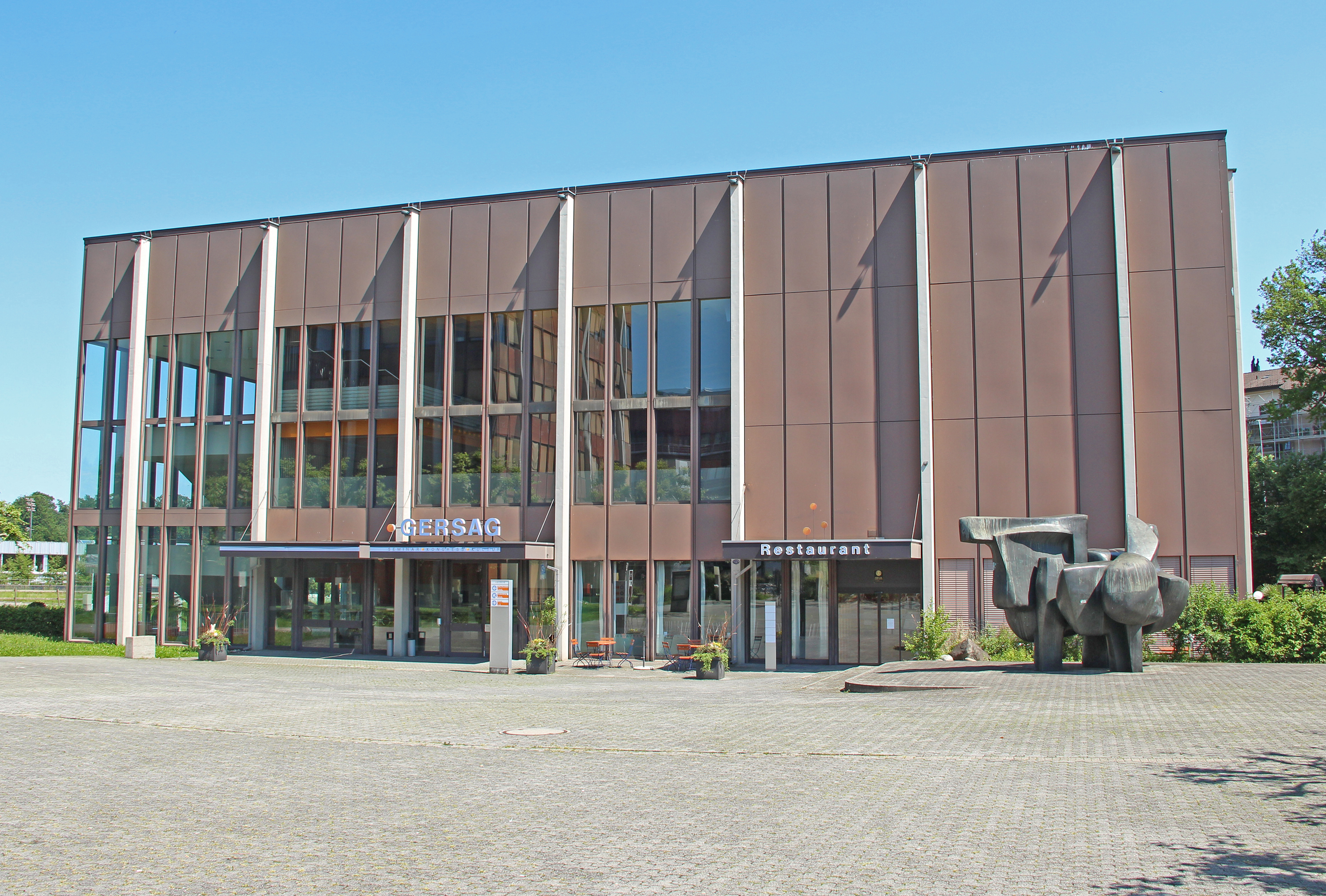
Das Kongresszentrum Gersag in Emmenbrücke kurz vor dem Umbau für Le Théâtre.

Le Théâtre, Emmen ist ein Theater sowie ein Event-, Seminar- und Kongresszentrum mit Restaurant in Emmenbrücke. Es entstand 2017 durch die Fusion von dem seit 2006 bestehenden Le Théâtre Kriens-Luzern und dem Kongresszentrum Gersag.

## Geschichte

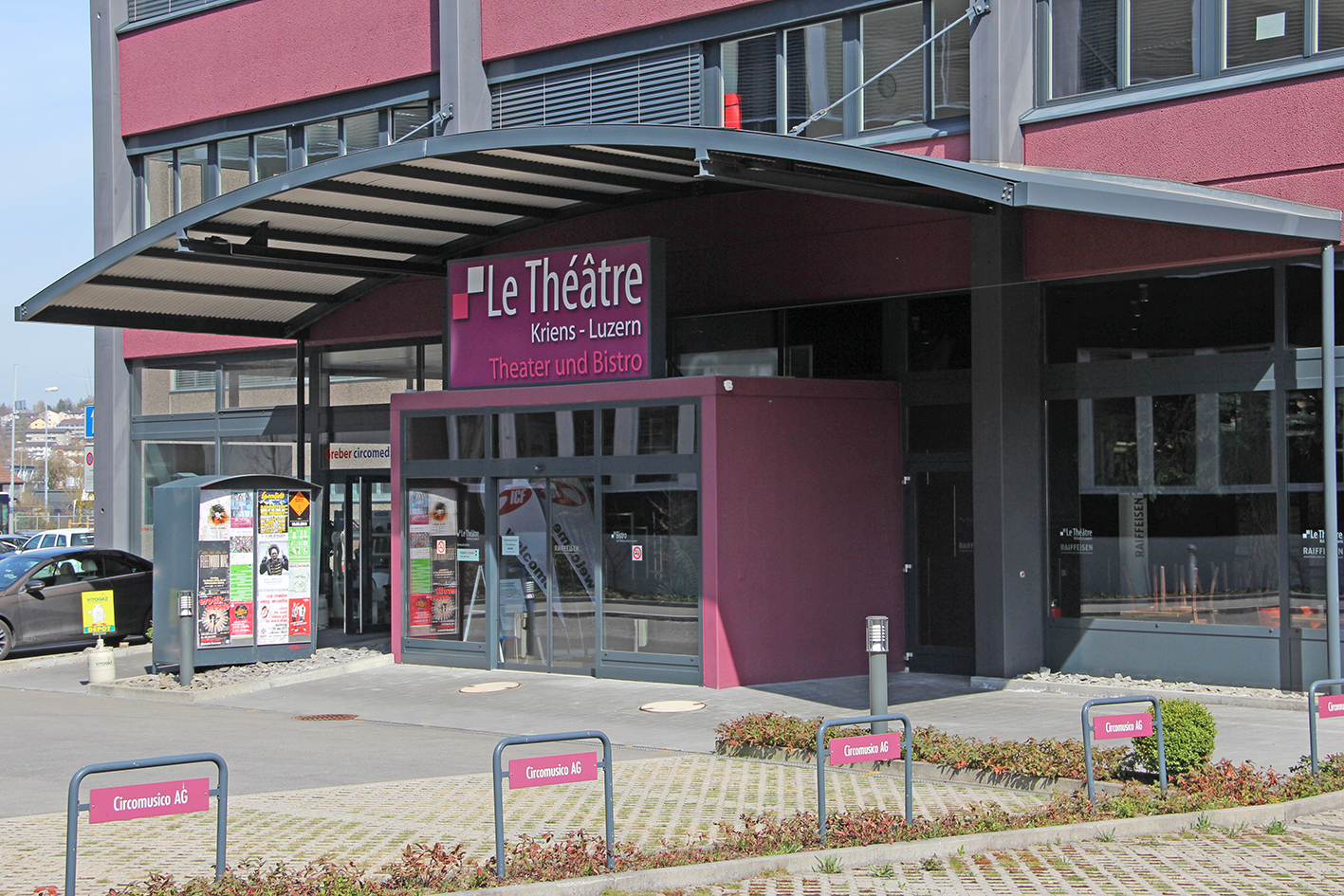
Das Le Théâtre in Kriens bis im Sommer 2017

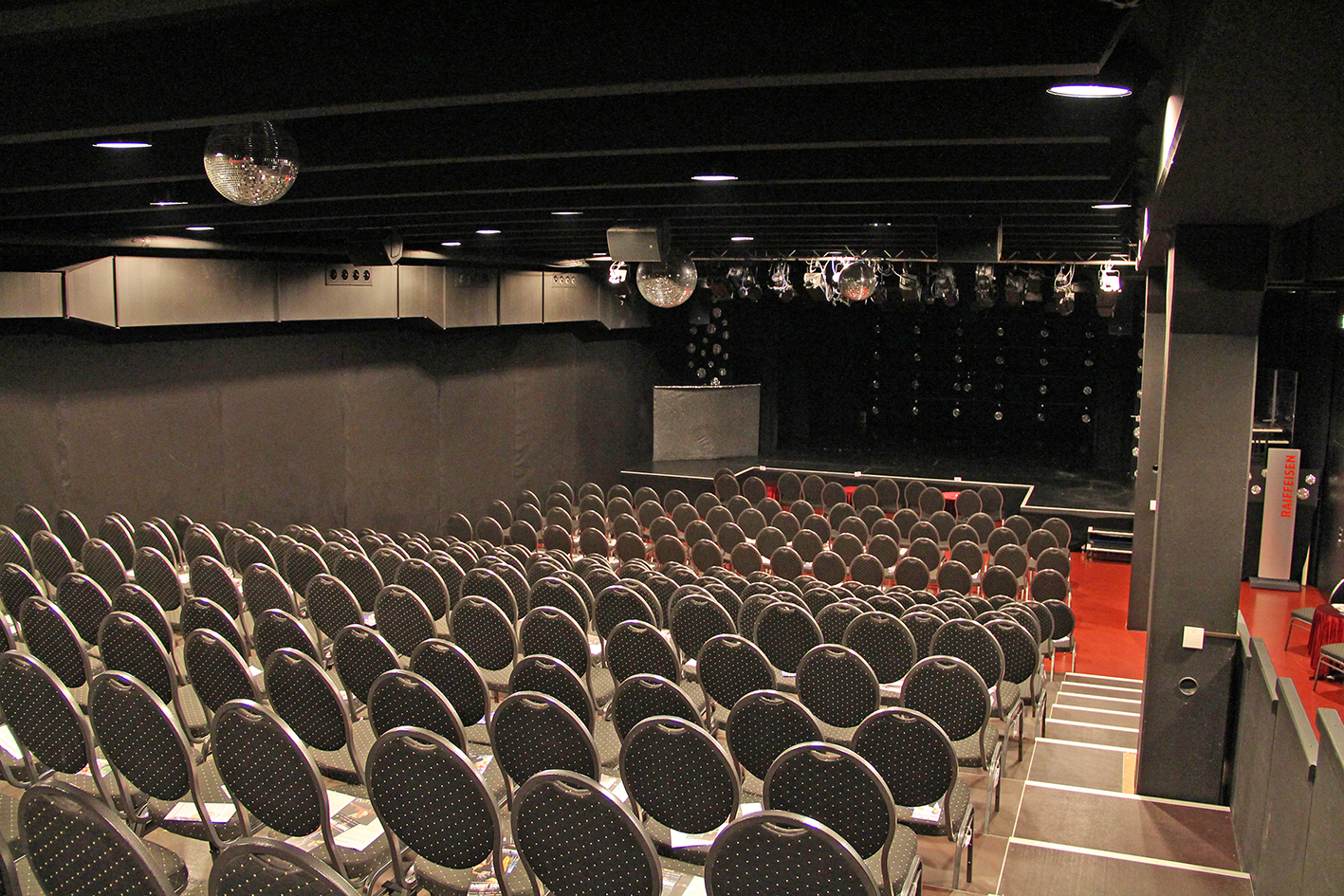
Der Zuschauerraum des Le Théâtre in Kriens

Im Oktober 2006 wurde in der Krienser Industriezone das erste dort erbaute Gewerbegebäude aus den frühen Achtzigerjahren im Rahmen einer Sanierung in ein Theater umgebaut. Le Théâtre Kriens-Luzern wurde überregional vor allem für seine Produktionen des Genres Musical bekannt. Konzerte, Kleinkunst und Schauspiel ergänzen die Programmierung. Das Haus wurde auch an Unternehmen und Institutionen für geschlossene Anlässe vermietet.
1974 wurde in Emmenbrücke das Kongresszentrum Gersag mit dem gleichnamigen Restaurant eröffnet. Dieser von der Gemeinde Emmen betriebene Gebäudekomplex wurde in den ersten Dekaden vor allem als Gemeindezentrum für die Anlässe der örtlichen Vereine genutzt. Später kamen nationale Tourneen von Comedians, Musicals und anderen Showproduktionen dazu.
Im März 2016 wurde von der Gemeinde Emmen und von Le Théâtre die Absicht bekannt gegeben, das Musicalhaus aus Kriens nach Emmen ins Kongresszentrum Gersag zu transferieren. Am 21. März 2017 wurde diese Absicht politisch sanktioniert. Im Sommer 2017 wird das Haus saniert. Am 25. November 2017 wurde das Haus offiziell eröffnet.
Le Théâtre arbeitet privatwirtschaftlich, bekommt also keine Subventionen von der Kommune und dem Kanton. Finanziert wird das Unternehmen durch die Eintritte, regionale Unternehmen und den Förderverein Les Amis du Théâtre.

## Infrastruktur
Le Théâtre besteht aus einem grossen Saal für maximal 670 Personen in Theater- und 800 in Konzertbestuhlung. Im Zuschauerraum wird für Musical- und Theaterproduktionen eine aufsteigende Rampe mit einer Maximalkapazität von 550 Personen eingebaut. Für sonstige Anlässe mit Bewirtung wird der Saal unverbaut genutzt. Weiter gibt es neun weitere Säle in verschiedenen Grössen sowie das Restaurant Prélude (ehemals Restaurant Gersag) mit 80 Plätzen. Im Kellergeschoss des Theatergebäudes befinden sich 300 m² Seminar- und Proberäume.

## Leitung
Das Haus wird von dessen Gründern Sonja Greber und Andréas Härry geleitet. Künstlerische Leiterin der Eigenproduktionen ist Irène Straub.

## Eigenproduktionen des Hauses

### Le Théâtre Kriens-Luzern
Die Eigenproduktionen von Le Théâtre Kriens-Luzern exklusive Vorstellungen externer Produzenten sind:
- November 2006 – Februar 2007: The Glamour Sisters
- März 2007: Der Drachenstein
- Oktober – November 2007: Cabaret mit Isabelle Flachsmann als Sally Bowles
- April 2008: Wiederaufnahme von Cabaret
- November/Dezember 2008: Jesus Christ Superstar mit Daniel Berini als Jesus, Bernhard Viktorin in der Rolle des Judas, Irène Straub als Maria Magdalena und dem ersten Auftritt auf einer Musicalbühne von Bianca Sissing. Regie: Marina Macura.
- April 2009: Pearls of Musicals mit Irène Straub, Florian Schneider, Patrick von Castelberg, Iris Amrein und Sandy Summer.
- November/Dezember 2009: Evita mit Eveline Suter in der Titelrolle. Regie: Marina Macura.
- März/April 2010: Der kleine Horrorladen in einer Schweizerdeutschen Fassung mit Patrick von Castelberg und Irène Straub in den Hauptrollen
- November 2010 – Januar 2011: Grease mit Rebecca Egli und Korbinian Arendt in den Hauptrollen
- April 2012: Musicalgala 2011 mit Judith Peres, Irène Straub, Patrick von Castelberg und Bruno Amstad
- Oktober 2011 – Januar 2012: Hair, mit Aris Sas, Markus Neugebauer, Judith Peres und Irène Straub in den Hauptrollen
- März 2012: Musicalgala 2012 mit Isabelle Flachsmann, Irène Straub, Patrick von Castelberg, Bruno Amstad, Yvonne Bieri, Sabina Zihlmann und André Gassmann
- November 2012 – Januar 2013: Chicago mit Annette Krossa, Natascha-Cecilia Hill und Aris Sas in den Hauptrollen
- März 2013: Musicalgala 2013 mit Aris Sas, Irène Straub, Patrick von Castelberg, Julia Ramel, Angelika Erlacher, Yvonne Bieri, Sabina Zihlmann und André Gassmann. Moderiert wurde die Show durch die Krienser Märchenerzählerin Jolanda Steiner.
- November 2013 – Februar 2014: Erstaufführung in deutscher Sprache des Musicals Flashdance in einer Regie von Isabelle Flachsmann.[5] Die Hauptrolle der Alex (Alexandra Owens) wurde von Nadja Scheiwiller wahrgenommen, die Rolle des Nick Hurley spielte Daniel Kandlbauer.
- März/April 2014: Musicalgala 2014 mit Isabelle Flachsmann, Irène Straub, Patrick von Castelberg, Julia Fechter, Yvonne Bieri, Melody Willems, André Gassmann und Tänzerinnen der Ballet Academy Luzern. Moderiert wurde die Show durch die Jolanda Steiner.
- Oktober 2014 – Januar 2015: Neuinszenierung von Saturday Night Fever in der Regie von Isabelle Flachsmann.[6] Die Hauptrolle des Tony Manero wird von Tino Andrea Honegger wahrgenommen, Stephanie Mangano wird von Julia Fechter gespielt, Annette von Irène Straub.
- November 2015: Uraufführung in deutscher Sprache und Schweizer Premiere des Musicals Daddy Cool.[7]
- November 2016: Welturaufführung des Musicals Summer of ´85.[8]

### Le Théâtre, Emmen
Die Produktionen in Emmenbrücke sind:
- November 2017: Welturaufführung des Musicals Ninety-Five, das Musical
- Dezember 2018: Schweizer Premiere des Musicals Sister Act.[9]
- März 2019: Neuinszenierung des Musicals Jesus Christ Superstar.[10]
- Dezember 2019: Schweizer Erstaufführung des Musicals Rock of Ages (Musical).[11]
- Dezember 2021: Schweizer Erstaufführung und erste professionelle Produktion ausserhalb der USA des Musicals The Prom (Musical)[12] auf Deutsch und Schweizerdeutsch. Titel: "Der Ball".
- Dezember 2022 (Ursprünglich Dezember 2020, verschoben wegen der COVID-19-Pandemie): Schweizer Erstaufführung des Musicals On Your Feet (Musical)[13].
- Dezember 2023: The Band mit der Musik von Take That. Schweizer Erstaufführung, Uraufführung mit Dialogen auf Schweizerdeutsch. Das Musical wird im Le Théâtre unter dem Titel Greatest Days aufgeführt, analog der wiederaufgenommenen Tourneeproduktion von The Band in Großbritannien.[14][15]